# Hiéroglyphe égyptien N40
Le bassin sur jambes avançant en hiéroglyphes égyptiens, est classifié dans la section N « Ciel, terre, eau » de la liste de Gardiner ; il y est noté N40. Il est translittéré šm.

## Représentation
Il représente la combinaison d'un bassin de jardin (hiéroglyphe N37) et d'une paire de jambe avançant (hiéroglyphe D54). 

## Utilisation
| N40 | m | D54 | / | N40 |

| N40 | m | D54 | / | N40 |

| N37 |

| N37 |

| D54 |

| D54 |

| D54 |

| D54 |

## Exemples de mots
| N40 | m | t · D54 |

| N40 | m | t · D54 |

| N40 | m | W · D54 | A1 |

| N40 | m | W · D54 | A1 |

| N40 | m | W | A2 |

| N40 | m | W | A2 |